# زونگ کویشون
زونگ کویشون (به انگلیسی: Zhong Xuechun) کشتی گیر زن کشور چین است. 